# Kleinschönbach
Kleinschönbach ist eine Wüstung auf der Gemarkung der unterfränkischen Stadt Prichsenstadt. Der Weiler war bis ins 15. Jahrhundert besiedelt, ehe die Bevölkerung in die nahegelegene Stadt umsiedelte. Der Grund war wohl eine Zerstörung des Dorfes.

## Geografische Lage
Das Dorf lag im Nordnordosten der Stadt Prichsenstadt, an der Stelle, wo Marbach, Gänsgraben und der sogenannte Molkenbrunnen zusammenfließen. Das Dorf ist durch den Schönbach, der auf die Schwarzach zufließt, in zwei Hälften geteilt. Kleinschönbach, circa zwei Kilometer von Prichsenstadt entfernt, liegt in einem Siedlungsdreieck  mit Altenschönbach und Kirchschönbach. Alle drei sind nach dem kleinen Bach benannt.
Im 20. Jahrhundert wurden auf dem Gebiet der ehemaligen Siedlung einige Keramikreste aus dem 15. Jahrhundert ausgegraben, die weitere Hinweise auf den Ort gaben. Vielleicht bildet die Lochmühle einen baulichen Überrest des Dorfes.

## Geschichte
Erstmals erwähnt wurde das Dorf im Jahr 1289. Damals war die „villa Kleinschonebach“ (Dorf Kleinschönbach) im Besitz der Grafen zu Castell. Graf Friedrich hatte das Dorf vom Kloster Münsterschwarzach gegen Güter in „Uleberch“ (evtl. das bei Volkach gelegene Ulberg) getauscht. Um 1300 erhielt das Zisterzienserkloster Ebrach einige Güter im Dorf. 1348 schenkten die Gebrüder Wölflin und Rüdiger Teufel der Abtei einige weitere Güter, unter anderem zehn Erb (Feldgüter ohne eigenen Hof), zu Kleinschönbach.
Bereits im 14. Jahrhundert wurde das Dorf nach und nach zugunsten der aufsteigenden Stadt verlassen. Eventuell lag es bereits 1381 einmal wüst und wurde nur noch „villula“ (Dörfchen) genannt. Die endgültige Aufgabe des Dorfes erfolgte wohl im Jahr 1466, als eine Fehde zwischen Würzburg und Bamberg zum Niederbrennen führte. Die Bewohner flüchteten in die befestigte Stadt unter den Schutz der Markgrafen von Brandenburg.
Die Kleinschönbacher lebten zwar in Prichsenstadt, bildeten aber eine unabhängige Gemeinde mit eigenem Schultheißen und hatten eine andere Zentzugehörigkeit. Während die Prichsenstadter dem Markgrafen zehntpflichtig waren, waren die Kleinschönbacher Exilanten dem hochstiftischen Zentgericht in Stadtschwarzach zugeordnet. Im Jahr 1551 wurde diese Zweiteilung sogar in der Bezeichnung für Prichsenstadt deutlich: Die Stadt wurde „Prichsenstadt oder Cleinschonbach“ genannt.
1697 wurden die Güter von Kleinschönbach von Prichsenstädter Bürgern bebaut. Das Kloster Ebrach hielt weiterhin die Rechte an den Feldern. Im Jahr 1770 erwähnte man nochmals, dass in Kleinschönbach „(...) die güdere von Prichsenstadt angebauet worden“. Noch heute nimmt die „Körperschaft Kleinschönbach“, ähnlich wie bei der Wüstung Rügerrieth, einige unabhängige Gemarkungsrechte wahr. So durften die ehemaligen Kleinschönbacher bis 1971 einen eigenen Gemeindevorsteher wählen.